# 朱伯特岩
68°12′S 67°41′W / 68.200°S 67.683°W
朱伯特岩（Joubert Rock），是南極洲的岩石，位於葛拉漢地的法利埃海岸，處於波德岩西南面9公里和米勒蘭島西南面17公里的瑪格麗特灣，現時由南極條約體系管理。